# Rhantus riedeli
Rhantus riedeli es una especie de escarabajo del género Rhantus, familia Dytiscidae. Fue descrita científicamente por Balke en 2001.
Habita en Australia.